# Serious Sam: Siberian Mayhem
Serious Sam: Siberian Mayhem (с англ. — «Крутой Сэм: Бойня в Сибири») — компьютерная игра в жанре шутера от первого лица; самостоятельное дополнение для игры Serious Sam 4, разработанное российской компанией Timelock Studio совместно с Croteam. Издателем выступила компания Devolver Digital. События игры происходят в России, охваченной войной с армией инопланетных захватчиков под предводительством Ментала.
Дополнение было анонсировано 10 января 2022 года; его выход состоялся 25 января этого же года.

## Игровой процесс
В игре присутствует несколько новых уровней с локациями, расположенными на арктическом побережье, в дремучих лесах, заброшенных деревнях и городе-призраке. В игре также представлены новые виды оружия, включая автомат Калашникова и экспериментальный арбалет «Перун», новые противники, боссы, гаджеты; появились новые персонажи.

## Сюжет
Действия Serious Sam: Siberian Mayhem происходят в России, в сибирской глубинке. События разворачиваются в альтернативной вселенной Serious Sam 4, между двумя последними уровнями основной игры.
Отправившись на лодке с нефтяной вышки «Буревестник», Сэм Стоун приплывает к северному побережью России, намереваясь добраться до Тунгуски и остановить генерала Брэнда, завладевшего Святым Граалем. Выбравшись на сушу, Сэм забирается в будку наземной нефтекачки и находит радио. Герой пытается связаться со своим штабом, но радио ломается. Стоун замечает в отдалении комплекс нефтеперерабатывающего завода и световой сигнал SOS, подаваемый кем-то с высокой башни. После того, как Сэм попадает на заполненный пришельцами завод «Буревестник», с ним связывается некий человек, оказавшийся в окружении на вышке связи. Стоун добирается до вышки и встречает выжившего сотрудника комплекса, однако не успевает его спасти — мужчину убивает драконийский выжигатель. Расправившись с противником, Сэм забирается на коммуникационную вышку и слышит радиопередачу Игоря Ледова, главы местного партизанского отряда. Игорь в курсе предательства Брэнда и обращается ко всем вооружённым подразделениям землян с приказом стрелять в коллаборациониста на поражение. Ледов предлагает Сэму свою помощь и просит героя отправиться в деревню Калиновку на юге Сибири, где его будет ждать отряд.
Выбравшись с «Буревестника», Сэм находит снегоход и отправляется в путь. В это же время российские солдаты Армии Обороны Земли обнаруживают самолёт Брэнда и сбивают его. Стоун путешествует по сибирским равнинам и лесам, зачищая аванпосты инопланетян. В одной из окружённых октанийскими подразделениями деревень Сэм встречается с Одноглазой Ольгой, легендарной российской снайпершей, которая считалась убитой при штурме портала в Тунгуске. Оказывается, что Ольга была подстрелена вражескими солдатами и инсценировала свою смерть, тем временем скрывшись в заброшенной церкви. Сэм и Ольга сражаются бок о бок с наступающими силами противника, после чего девушка на прощание дарит протагонисту энергетический арбалет «Перун».
Крутой Сэм продолжает своё путешествие через Сибирь и вскоре добирается до Калиновки. Там он знакомится с партизанским отрядом Ледова: суровым и дремучим Иваном, энергичной и боевитой Наташей, молчаливым Владом и самим лидером группы, бывшим рок-музыкантом Игорем. Ледов говорит Сэму, что на окраине деревни есть бывшее железнодорожное депо, где стоит рабочий локомотив. Они могут воспользоваться поездом, чтобы добраться до ближайшего города Устинова и оттуда попасть в Тунгуску. Он также дарит Сэму новое оружие, «Выжигатель». Сэм с новыми товарищами проходят через Калиновку и добираются до депо. Пока Наташа и Влад занимаются подготовкой поезда к отправлению, Сэм с двумя остальными партизанами зачищает депо и помогает подцепить вагоны со снаряжением. Наконец, отбив значительное сопротивление противника, герои садятся на поезд.
В пути герои наслаждаются песнями Ледова и предаются воспоминаниям о погибшем батюшке Михаиле. Вскоре поезд прибывает на вокзал Устинова. Ледов говорит, что отряду нужно пройти через город и добраться до гидроэлектрической дамбы, чтобы затем сплавиться оттуда на лодках до устья Тунгусски. Герои с боями продвигаются через заполненный войсками Ментала город и натыкаются на останки другой партизанской группы, в которых Ледов узнаёт отряд некоего Павлова. Кто-то или что-то с невиданной жестокостью расправилось с этими людьми. Сэм подозревает что-то неладное, но не успевает договорить: октанийские налётчики начинают бомбёжку города, подрывая стоящее рядом здание. Сэм и партизаны разбегаются, а когда пыль и взрывы рассеиваются, на вершине разваленной многоэтажки внезапно появляется сам генерал Брэнд в своей монструозной форме. Он хватает Ивана и пытается убедить Сэма примкнуть к Менталу в обмен на жизнь партизан. Иван жёстко отговаривает Сэма и расплачивается за это собственной жизнью: недовольный Брэнд разрывает мужчину на куски. Сэм и оправившиеся от шока партизаны открывают по предателю огонь, однако тот успевает сбежать.
Разъярённые партизаны решают во что бы то ни стало добраться до Брэнда и отомстить за смерть товарища. Сэм пытается отговорить Ледова и его людей, однако те, отрезанные от Стоуна развалинами обрушенной многоэтажки, поступают по своему и отправляются на перехват Брэнда к дамбе. Оставшись один, Сэм решает добраться до ГЭС обходным путём. По пути туда он пытается ещё раз связаться с друзьями по радио, но те отключили связь. Наконец, выбравшись из города и дойдя до пункта назначения, Сэм видит ужасную картину: враги окружили отряд на дамбе, Влад и Наташа мертвы, а Ледов держит последнюю оборону. Завидев Сэма, Игорь пытается его остановить, крича о том, что это ловушка, однако не успевает: из засады выпрыгивает Брэнд и сбрасывает Сэма вниз. В это же время враги сбивают Ледова и сковывают его в кольцо. Обессиленный и раненный, Игорь в последнем порыве хватает детонатор C-4 и взрывает себя вместе с пришельцами, чтобы не достаться врагу живьём.
Сброшенный в воду Сэм выплывает на платформу под дамбой и завязывает бой с Брэндом. В процессе коллаборационист втыкает в себя Грааль, поглощая всю силу артефакта, и превращается в ещё более устрашающее существо, однако это всё же не помогает ему. В ходе битвы Сэм безо всякого сожаления убивает предателя. После этого перед героем внезапно открывается временной портал, откуда появляется Сэм из будущего. Тот сообщает, что убийство генерала в этой временной линии приведёт к ещё более печальным последствиям для Земли. Следом из портала выходит Одноглазая Ольга, которая сообщает, что убила Наполеона, однако на будущем это никак не отразилось. Сэм из будущего говорит, что просто хотел убить "этого маленького засранца", и предлагает Сэму из настоящего и самой Ольге отправиться на новое задание, в 1352 год до н. э., где фараон Эхнатон обнаружил спрятанный под землёй сирианский корабль. Втроём герои проходят через закрывающийся портал и игра заканчивается.
В сцене после титров показывается, что Сэм из настоящего выходит из временного портала, кладёт гитару Ледова к плите рядом с могилами всех четырёх партизан и, немного постояв в тишине, вновь уходит в портал.

## Разработка
Дополнение Siberian Mayhem разработано компанией Timelock Studio. Студия была основана в 2021 году в России и состоит из давних поклонников и создателей модификаций к играм линейки Serious Sam. Разработка велась под надзором и при поддержке родоначальников серии, компании Croteam. Первые намёки на игру появились в декабре 2021 года, когда издательство Devolver Digital опубликовало короткий 34-секундный ролик-тизер, в котором протагонист Сэм Стоун направлялся на лодке к арктическому побережью. В январе 2022 года Devolver Digital вновь опубликовали это видео в своих социальных сетях, заявив о планах анонсировать и выпустить в этом же месяце новую игру в серии Serious Sam. Официальный анонс Siberian Mayhem состоялся 10 января 2022 года, вместе с полноценным трейлером игры.
Игра вышла 25 января 2022 года.
2 мая 2022 года разработчики выпустили крупное обновление, добавившее в игру режим выживания, несколько новых моделей игрока и редактор уровней для создания пользовательских модификаций.

## Оценки
| Сводный рейтинг    | Сводный рейтинг |
| Агрегатор          | Оценка          |
| ------------------ | --------------- |
| Metacritic         | 70/100          |
| Иноязычные издания |                 |
| Издание            | Оценка          |
| NME                | [ 11 ]          |
| Hardcore Gamer     | 4/5             |
| Shacknews          | 6/10            |

Serious Sam: Siberian Mayhem получил смешанные отзывы на веб-сайте Metacritic, который рассчитал средний рейтинг 70/100 на основе двадцати пяти обзоров.